# カリプトスポーラ
カリプトスポーラはアピコンプレックス門に属する寄生性原生生物。魚類を宿主とするコクシジウムの1つ。分類学上はカリプトスポーラ属(Calyptospora)とし、またこの1属をもってカリプトスポーラ科(Calyptosporiidae)を構成する。

## 形態
オーシストには2個のスポロゾイトを含む4個のスポロシストが生じる。スポロシストにはsporopodiaと呼ばれる突出した構造が多数あり、これを支えにしてスポロシストの周りを薄い膜が覆っている。

## 生活環
中間宿主であるテナガエビがオーシストを経口摂取すると、脱嚢して消化管上皮細胞や中腸腺に感染し無性生殖を行う。一方、魚類が中間宿主を摂食すると、原虫は魚の腸管上皮細胞を通り抜け、血流に乗って肝臓に到達し、そこで無性生殖と有性生殖を行う。

## 分類
アイメリア属とみなされてきた原虫のうち、スポロシストの形態が特徴的なものを独立させてできた。分子系統解析でもアイメリア属に比較的近縁だが独立の系統に位置づけられている。
- Calyptospora empristica
- Calyptospora funduli
- Calyptospora serrasalmi
- Calyptospora spinosa
- Calyptospora tucunarensis